# 王之涣
王之渙（688年—742年3月25日），字季凌，行七，并州（山西太原）人，是盛唐時期著名的詩人，其代表作《登鸛雀樓》、《凉州词》皆膾炙人口。

## 生平
王之涣現存生平資料不多。其家族从晋阳郡迁徙到至绛郡（今山西新绛县）。其父王昱历任鸿胪主簿，雍州司士，汴州浚仪县令，王之涣为其四子，生于武后垂拱二年（688年）。
曾以门子调补冀州衡水主簿，此时其父母均已去世。衡水縣令李滌將三女兒許配給他。因被人誣謗，乃拂衣去官，“遂化遊青山，滅裂黃綬。夾河數千里，籍其高風；在家十五年，食其舊德。雅談珪爵，酷嗜閒放。”。期间曾流寓蓟门。後復出擔任文安縣尉，颇有政绩，于天宝元年二月十四日（742年3月25日）在文安县官府住宅中去世，虚岁五十五，天宝二年五月廿二日（743年6月18日）葬于洛阳北原。

## 文学评价
王之渙“慷慨有大略，倜儻有異才”，早年精于文章，並善於寫詩，多引為歌詞，常與王昌齡、高適、崔国辅等詩人互相唱和，名动一时。
他尤善五言诗，以描写边塞风光为胜。他的詩今僅存六首，以《登鸛雀樓》、《出塞》為代表作。章太炎推《涼州詞》為“絕句之最”:“黃河遠上白雲間，一片孤城萬仞山。羌笛何須怨楊柳，春風不度玉門關。”

## 墓志铭
王之涣墓志铭出土的具体时间与地点均未详，估计是在20世纪的二三十年代之间，盗墓者掘出来的，后几经转手卖给了收藏者李根源。现存南京博物院。最早议论此墓志的是章太炎，他在1932年写的《曲石唐志目四跋》中有《王之涣墓志》，以后又有岑仲勉《续贞石证史》、启功《碑帖中的古代文学资料》、傅璇琮《唐代诗人丛考》中的《靳能所作王之涣墓志铭跋》等文。

## 家庭

### 夫人
- 渤海李氏，唐朝青州司马李彦孙女，唐朝冀州衡水县县令李涤第三女，虚龄十八岁嫁给王之涣，天宝七载十一月四日（748年11月28日）在河南县孝水里私人住宅中因病去世，虚岁三十四，天宝七载十一月廿四日（748年12月18日）葬于洛阳北原

### 子女
- 王炎
- 王羽

### 其它亲属
- 王之咸，唐朝诗人，王之涣堂弟，一说为王之涣亲兄。[註 4]